# Comhaire de Sprimont
Comhaire en Comhaire de Sprimont was een Luikse notabele, gedurende een korte tijd adellijke, familie.

## Familie
Comhaire was een notabele familie uit het Luikse.
Joseph-Nicolas Comhaire (Luik, 1778 - Flémalle-Haute, 1837), vader van de twee hierna genoemden, was doctor in de geneeskunde, chirurg en hoogleraar aan de Universiteit van Luik. Hij was een van de stichters van de faculteit geneeskunde toen deze universiteit in 1816 werd opgericht. Hij was getrouwd met Anne-Marie Vanderheyden à Hauzeur.

## Nicolas JulesGustaveComhaire

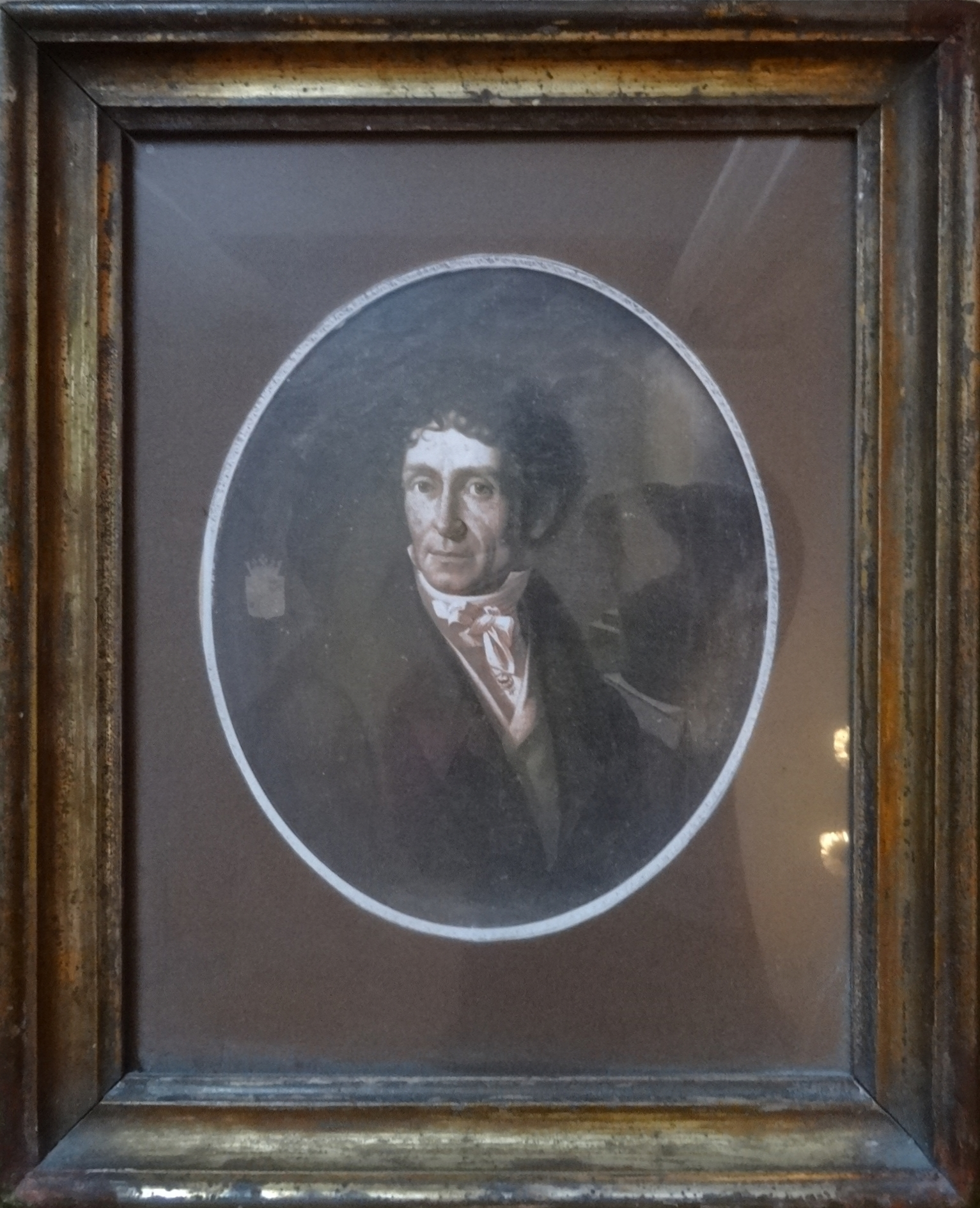
Gustave Comhaire de Sprimont

Nicolas Jules Gustave Comhaire (° Luik, 20 oktober 1812 - 1891) was bankier en advokaat in Luik. Hij trouwde in 1836 in Luik met Josephine Demet (1814-1871). Ze kregen drie dochters, die adellijk trouwden.
In 1848 kreeg hij vergunning om de Sprimont aan zijn familienaam toe te voegen en in 1858 werd hij in de Belgische erfelijke adel opgenomen, met de titel baron, overdraagbaar bij eerstgeboorte.
Door erfenis werd hij eigenaar van de voormalige abdij van Flône en hij bewoonde het classicistische abtsgebouw. Hij liet zich toen ook Comhaire de Sprimont de Flône noemen.

## Charles-Victor Comhaire
Charles Victor Comhaire (Luik, 24 april 1818 - Brugge, 6 maart 1861) trouwde in Luik in 1838 met gravin Caroline de Hamal (1817-1888).
In 1848 kreeg hij vergunning om de Sprimont aan zijn familienaam toe te voegen en in 1858 werd hij in de Belgische erfelijke adel opgenomen, met de titel baron, overdraagbaar bij eerstgeboorte. Hij woonde in het kasteel van Vaux-et-Borset.
Hij was provincieraadslid voor Luik (1850-1855) en lid van de Société de numismatique belge. Hij legde een collectie Luikse munten aan die hij in 1850 verkocht aan baron Michiels uit Maastricht.
Het echtpaar kreeg drie dochters die adellijk trouwden en een zoon, Edmond Comhaire de Sprimont (1844-1918), die majoor bij de cavalerie werd en trouwde met Marie Moreau (1857-1899). Dit echtpaar kreeg twee zoons die ongehuwd bleven en een dochter, Marie-Amélie Comhaire de Sprimont (1886-1963), bij wiens dood de adellijke familie Comhaire uitdoofde.